# Пено
Пено (рус. Пено) насељено је место са административним статусом варошице (рус. посёлок городского типа) на северозападу европског дела Руске Федерације. Налази се у западном делу Тверске области и административно припада Пеновском рејону чији је уједно и административни центар.
Према проценама националне статистичке службе, у вароши је 2014. живело 3.928 становника.

## Географија
Варошица Пено налази се на обали реке Волге, на месту где се у њу улива река Жукопа, стешњено између језера Пено на западу и Волго на истоку. Налази се на око 242 километра северозападно од административног центра области града Твера.
Значајна је железничка станица на линији Бологоје—Полоцк.

## Историја
Насеље Пено основано је 1906. године, а до запаженијег развоја долази након градње пилане недалеко од села 1911. године. Насеље је 1929. постало административним центром новооснованог Пеновског рејона, а годину дана касније добија статус варошице.

## Демографија
Према подацима са пописа становништва 2010. у вароши је живело 4.220 становника, док је према проценама за 2014. ту живело 3.928 становника.
| 1939. | 1959. | 1970. | 1979. | 1989. | 2002. | 2010. | 2014.  |
| ----- | ----- | ----- | ----- | ----- | ----- | ----- | ------ |
| ---   | 6,179 | 6,588 | 6,405 | 6,212 | ---   | 4,220 | 3,928* |

Напомена: * према проценама националне статистичке службе.